# Lords und Ladies
Lords und Ladies ist ein Roman von Terry Pratchett aus dem Jahr 1992. Er ist der vierzehnte Scheibenwelt-Roman. Ort der Handlung ist Lancre. Lords und Ladies zählt zu den Hexengeschichten, demgemäß steht das Lancresche Hexentrio im Mittelpunkt. Die Geschichte folgt in vielen Motiven Shakespeares Komödie Ein Sommernachtstraum.

## Handlung
Die Hexen Esmeralda Wetterwachs, Nanny Ogg und Magrat Knoblauch sind nach ihrem Abenteuer in Genua nach Lancre zurückgekehrt. Magrat steht nun kurz vor der Vermählung mit dem ehemaligen Hofnarren Verenz, der inzwischen König von Lancre geworden ist. Das Leben als Fast-Königin hat sie sich allerdings weniger langweilig vorgestellt.
Esmeralda Wetterwachs und Nanny Ogg entdecken unterdessen, dass eine Invasion der Elfen in die Scheibenwelt droht. Es ist bald Sommersonnenwende und Kreiszeit, eine Zeit, während der die Grenzen zwischen verschiedenen Paralleluniversen besonders dünn und durchlässig ist. Ganz gegen die landläufige Meinung sind Elfen weder gut noch schön, sondern eine Spezies arroganter, bösartiger und sadistischer Wesen, die großen Spaß daran haben, Schwächere zu quälen. Normalerweise werden die Elfen durch einen Kreis magnetischer, eisenhaltiger stehender Steine, den sogenannten Tänzern, vom Übertritt in die Scheibenwelt abgehalten, denn Elfen haben eine Abneigung gegen Eisen. Die unbedachten Tänze und Rituale einiger Nachwuchshexen haben die Elfen jedoch auf den Plan gerufen.
Bei einem Theaterstück anlässlich der Hochzeitsfeier von Verenz und Magrat in der Nähe der „Tänzer“ gelingt es den Elfen, in die Scheibenwelt überzutreten und den Bräutigam Verenz in ihre Gewalt zu bringen. Nun haben Magrat und die anderen Hexen alle Hände voll zu tun, um die Situation wieder unter Kontrolle zu bringen. Dass ihnen dabei einige Festgäste, in Gestalt von Zauberern, zwischen den Füßen herumfallen, macht es nicht einfacher, vor allem weil Oma Wetterwachs in Mustrum Ridcully eine alte, längst verloren geglaubte Jugendliebe wiedererkennt.
Magrat gelingt es, einige ins Schloss von Lancre eingedrungene Elfen zu besiegen und sie verlässt auf einem Pferd in voller Rüstung das Schloss. Sie erreicht mit einer kleinen Truppe von bewaffneten Bürgern schließlich das Lager der Elfen, wo die Elfenkönigin gerade mit ihrem Hofstaat in Richtung Schloss aufbricht. Sie plant, Verenz zu heiraten und damit Lancre zu übernehmen. Oma Wetterwachs, inzwischen Gefangene der Elfen, versucht, die Königin der Elfen mental zu besiegen. Gleichzeitig greift Magrat, geschützt durch ihre Eisenrüstung, die Elfenkönigin körperlich an. Kurz bevor Magrat die Elfenkönigin mit einer Axt erschlagen kann, taucht der von Nanny Ogg gerufene König der Elfen auf. Dieser nimmt die Elfenkönigin zurück in ihre Welt. Die Scheibenwelt ist vor der Invasion der Elfen gerettet.
Der Roman endet mit der Hochzeit von Verenz und Magrat, die ihre Rolle als tapfere Beschützerin von Lancre gefunden hat.

## Form

### Anspielungen aufEin Sommernachtstraum
Der Roman enthält einige Anspielungen auf William Shakespeares Komödie Ein Sommernachtstraum; der Roman wird auch auf dem Umschlagtext der deutschen Ausgabe als „ein Sommernachtstraum, wie es ihn nur auf der Scheibenwelt geben kann“ beworben. So treffen auch in Shakespeares Sommernachtstraum die Welt der Menschen und der Elfen aufeinander; dieses Aufeinandertreffen wird schließlich unter anderem durch die Intervention des Elfenkönigs wieder beendet. In Lords und Ladies ebenso wie in Sommernachtstraum gibt es ferner eine Handwerkergruppe, die anlässlich einer Hochzeit in der Menschenwelt ein Theaterstück probt und aufführt.

### Darstellung der Elfen
Mit dem Roman Lords and Ladies kommt Terry Pratchett unter anderem dem Wunsch von Fans nach, mehr über Elfen in der Scheibenwelt zu erfahren, nachdem diese im Gegensatz etwa zu Zwergen, Trollen, Kobolden und Feen in den bisherigen Scheibenweltromanen kaum Erwähnung finden. Bemerkenswert ist Pratchetts Darstellung der Elfen, weil er sie im Gegensatz zu vielen anderen Romanautoren der High Fantasy nicht als edel und anmutig, sondern als boshaft, ja sogar böse zeichnet. Pratchetts Elfen ähneln damit mehr den Wesen, wie man sie aus Volksmärchen kennt.

## Einordnung in das Werk des Autors
Lords und Ladies ist der vierzehnte Roman, der in Terry Pratchetts Scheibenwelt spielt. Lords und Ladies ist außerdem der vierte der Scheibenweltromane nach Das Erbe des Zauberers, MacBest und Total verhext, in dem Hexen im Mittelpunkt stehen, darunter Oma Wetterwachs, Nanny Ogg und Magrat Knoblauch.

## Rezeption
Terry Pratchetts Scheibenwelt-Romane sind weltweit ein Verkaufserfolg. Lords and Ladies wurde in eine Vielzahl von Sprachen übersetzt, darunter Deutsch, Französisch, Spanisch, Russisch, Niederländisch und Finnisch. Von dem Roman gibt es unter anderem eine englische und eine deutsche Hörbuchausgabe, ein deutsches Hörspiel sowie zwei Adaptionen für die englische Bühne von Irana Brown und Stephen Briggs.
Kirkus Reviews lobt den typischen Humor Pratchetts im Roman und hält Lords and Ladies für eine mäßige Ergänzung für Pratchetts meistens lustige Scheibenwelt-Serie. Publishers Weekly nennt das Werk unausgewogen und hält den Anfang für schwach, lobt aber das starke letzte Drittel, nachdem die Elfen aufgetaucht sind. Hier fände Pratchett ein angemessenes Verhältnis zwischen Action, Fantasie und Komödie. Thomas M. Wagner lobt in SFReviews.net die Spannung im Roman und die gelungene Figurenzeichnung und nennt Lords and Ladies den „königlichsten“ Einstieg in die Scheibenwelt Pratchetts.

### Textausgaben
- Terry Pratchett: Lords and Ladies. Victor Gollancz, London 1992, ISBN 0-575-05223-6. (englische Originalausgabe)
- Terry Pratchett: Lords und Ladies. Aus dem Englischen übersetzt von Andreas Brandhorst. Goldmann, München 1995, ISBN 978-3442133468. (deutsche Übersetzung)
- Terry Pratchett: Lords und Ladies. Aus dem Englischen übersetzt von Regina Rawlinson. Goldmann, München 2013, ISBN 978-3-442-48536-9. (deutsche Neuübersetzung 2013)

### Hörbücher und Hörspiele
- Terry Pratchett: Lords und Ladies. Gelesen von Nigel Planer. ISIS Audio Books, Oxford 1996, ISBN 0753123169.
- Terry Pratchett: Lords und Ladies: ein Scheibenwelt-Hörspiel. Lübbe, Bergisch Gladbach 2006, ISBN 3-7857-3212-0. (Erzähler: Ludwig Schütze; Oma Wetterwachs: Nikola Weisse; Nanny Ogg: Anny Weiler; Bearbeitung: Rolf Strub; Regie: Raphael Burri)
- Terry Pratchett: Lords und Ladies. Hörbuch, gekürzte Lesefassung, gelesen von Katharina Thalbach. Schall und Wahn, Bergisch Gladbach 2012, ISBN 9783837113273.

### Bühnenfassungen
- Terry Pratchett: Lords and Ladies. Adaptiert für die Bühne von Irana Brown. Samuel French, London 2001, ISBN 057301888X.
- Terry Pratchett: Lords and Ladies. Adaptiert für die Bühne von Stephen Briggs. Bloomsbury Methuen Drama, London 2021, ISBN 9781350244832.